# Andrés Mazali
Andrés Mazali (22 de juliol de 1902 - 30 d'octubre de 1975), anomenat El Buzo, fou un futbolista uruguaià que jugava de porter.
Jugà tota la seva carrera al Nacional de Montevideo. Guanyà cinc campionats uruguaians, tres d'ells consecutius entre 1922 i 1924.
Fou el porter titular de la selecció uruguaiana que guanyà dues medalles olímpiques a París 1924 i Amsterdam 1928. També guanyà tres Copes Amèrica, el 1923, 1924 i 1926.
A més del futbol, Mazali també destacà en altres esports. En atletisme fou campió sud-americà de 400 metres tanques el 1920 a Xile. També fou durant sis anys jugador de basquetbol del Club Atlético Olimpia, on fou campió de lliga el 1923.

## Palmarès
- Campionat uruguaià de futbol: 5
  - 1919, 1920, 1922, 1923, 1924
- Jocs Olímpics d'Estiu: 2
  - 1924, 1928
- Copes Amèrica: 3
  - 1923, 1924, 1926